# Duddingtonia flagrans
Duddingtonia flagrans är en svampart som först beskrevs av Dudd., och fick sitt nu gällande namn av R.C. Cooke 1969. Duddingtonia flagrans ingår i släktet Duddingtonia och familjen vaxskålar.   Inga underarter finns listade i Catalogue of Life.